# Kamienica przy ulicy Mariackiej 33 w Katowicach
Kamienica przy ulicy Mariackiej 33 w Katowicach – kamienica mieszkalna w Katowicach, położona przy ulicy Mariackiej 33 w dzielnicy Śródmieście. Powstała ona w 1889 roku według projektu Ludwiga Schneidera w stylu neogotyckim. 

## Historia
Kamienicę wzniesiono w 1889 roku, a zaprojektował ją Ludwig Schneider. W 1935 roku właścicielem kamienicy był Teodor Bazylski, a prócz mieszkań działał tutaj wówczas zakład malarski F. Wieczorka oraz przedsiębiorstwo Śląski Handel Skór.
W 2012 roku kamienica została wyremontowana, a także przebudowana i rozbudowana od strony ulicy Tylnej Mariackiej. Wykonawcą prac była firma ALPTECH z Jaworzna.
W systemie REGON pod koniec lipca 2023 roku było zarejestrowanych 13 działalności gospodarczych z siedzibą przy ulicy Mariackiej 33, w tym m.in.: zespół szkół dla dorosłych AS Edukacja, restauracje czy studio pilates.

## Charakterystyka

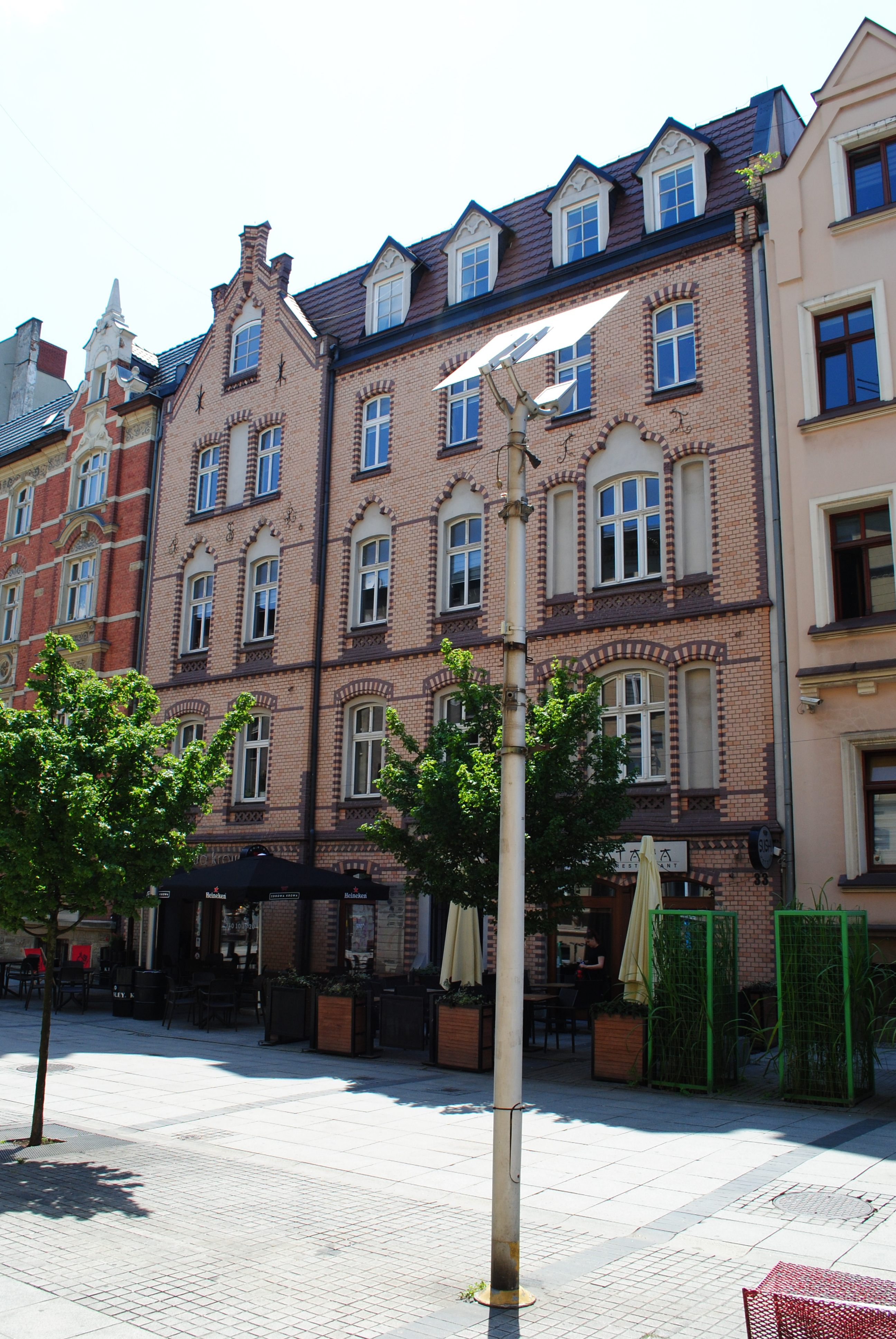
Kamienica widziana od strony północno-zachodniej (2023)

Kamienica mieszkalna położona jest przy ulicy Mariackiej 33 w Katowicach, w granicach dzielnicy Śródmieście, w południowej pierzei zwartej zabudowy ulicy. 
Jest to budynek murowany z cegły, powstały na planie prostokąta, zwieńczony dachem dwuspadowym kalenicowym z lukarnami. Powierzchnia zabudowy budynku wynosi 283 m². Liczy 5 kondygnacji nadziemnych i 1 podziemną.
Kamienica architektoniczne prezentuje cechy neogotyckie. Ceglana fasada kamienicy jest sześcioosiowa, z czego dwie pierwsze osie ujęte są w pseudoryzalit zakończony w strefie dachu szczytem. Znajdujące się na fasadzie metalowe kotwy, stanowiące element konstrukcyjny kamienicy, mają tutaj formę dekoracyjną. Środkowa kotwa ma kształt dwóch splecionych ze sobą liter, stanowiące najprawdopodobniej inicjały pierwszego właściciela kamienicy.
Otwory okienne zostały ujęte w różnokolorowe pasy glazurowanej cegły, naprzemiennie w kolorach żółtym i rdzawo-czerwonym. Nad niektórymi z nich wbudowano naczółki w formie połamanych trójlistnych łuków, a w prawej części fasady znajdują się wgłębienia przypominające podwójną loggię, w których zamiast cegieł zastosowano otynkowaną gładź. Pod oknami drugiej i trzeciej kondygnacji znajdują się dekoracja w postaci cegieł ułożonych w taki sposób, by razem tworzyły kształty w formie czwórliści. Stolarka okienna jest sześcio- i czterokwaterowa ze ślemieniem.
Wejście do budynku znajduje się na czwartej osi, a sień ma posadzkę kamienną. Schody na klatce schodowej są oryginalne, dwubiegowe, stalowe i z drewnianą balustradą.
Kamienica wpisana jest do gminnej ewidencji zabytków miasta Katowice.